# Ernesto Cisneros
Ernesto Cisneros Salcedo (26 d'octubre de 1940) és un exfutbolista mexicà.

## Selecció de Mèxic
Va formar part de l'equip mexicà a la Copa del Món de 1966.